# Plaça de Catalunya
Plaça de Catalunya (Catalansk udtale: [ˈpɫasə ðə kətəˈɫuɲə]) er en stor plads i det centrale Barcelona. Nogle af Barcelonas vigtigste gader mødes i Plaça Catalunya: Passeig de Gràcia, La Rambla, Ronda de Sant Pere og Carrer de Pelai. Pladsens areal er 50.000 m2. Pladsen er kendt for dens springvand og statuer, dens nærhed til nogle af Barcelonas mest populære seværdigheder, og for dueflokkene, der samles i centrum af byen.
Den 17. august 2017 skete der en påkørsel på Ramblaen nær Placa de Catalunya, hvor en varevogn kørte ned af ramblaen og dræbte og sårede flere menesker.